# دير مار مرقس (القدس)

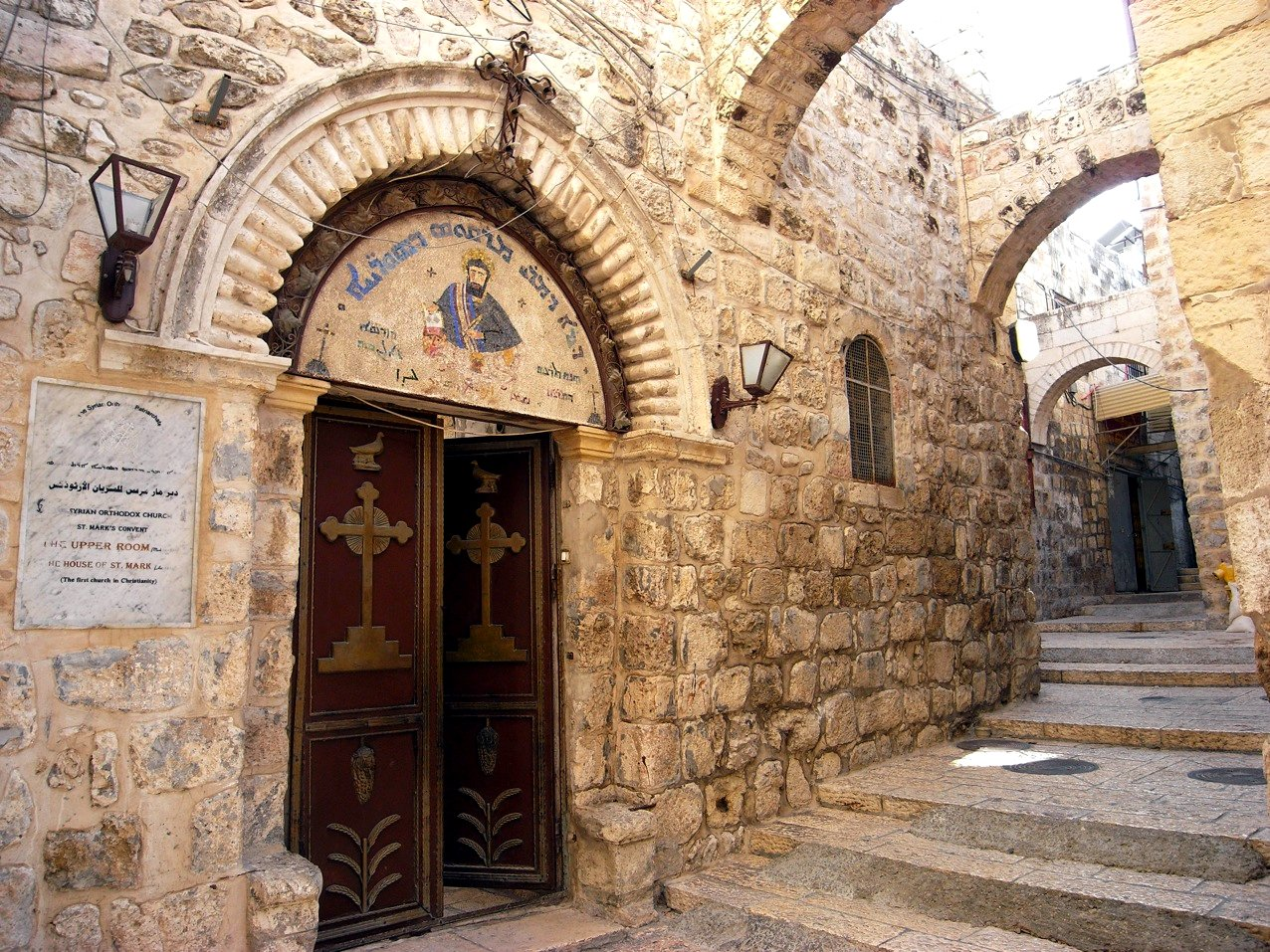
دير القديس مرقس السرياني في القدس.

دير مار مرقس دير أثري للسريان الأرثوذكس وهو مقر إقامة رئيس أساقفة القدس للسريان الأرثوذكس يقع داخل أسوار البلدة القديمة لمدينة القدس، في حارة الأرمن بجوار كنيسة القديس توما.
يُعتقد أن يسوع أقام فيه العشاء الأخير. يعتقد أن الدير مبني على موقع منزل مريم والدة مرقس الإنجيلي، وأنه أول كنيسة في المسيحية. يتكون الدير من كنيسة القديس مرقس الرئيسية وكنيسة القديس بهنام المجاورة.

## التاريخ
يقع الدير في موقع بيت مريم، والدة مرقس الإنجيلي، حيث تناول يسوع والرسل الاثني عشر العشاء الأخير واختبأ الرسل هناك بعد آلام المسيح وصلبه، وظهر يسوع لهم هناك بعد قيامته وفقًا لنقش الإسترانجيلو السرياني المكتشف في عام 1940. زار القديس بطرس البيت أيضًا بعدما خرج من السجن. يشير النقش إلى أن الرسل حوّلوا البيت إلى كنيسة تكريمًا لوالدة الإله بعد صعود يسوع. أُعيد بناؤها في عام 73 ميلاديًا بعد تدمير تيتوس لأورشليم. يذكر إغناطيوس أفرام الأول برصوم أن النقش وأساس الدير يعودان إلى القرن الخامس أو السادس. ذُكر البيت في أعمال يوحنا دارا في القرن التاسع.
أما الهيكل الحالي للدير فيعود للفترة الصليبية واشتراه بطريرك السريان الأرثوذكس من الكنيسة القبطية الأرثوذكسية في عام 1471/1472 حيث وقتها زادت زيارات السريان للقدس فاحتاجوا إلى كنيسة لهم بالمدينة. أصبح الدير مقرًا لرئيس أساقفة القدس للسريان الأرثوذكس في حوالي نهاية القرن الخامس عشر. اشترى يوحنا جرجس من باسيبرينا أسقف دير مار كبرئيل(حوالي من 1450 إلى 1495) عدة منازل وأوقفها للدير. وتبرع الراهب الكاهن دانيال بمنزل للدير في منطقة جبل صهيون في عام 1511. من المرجح أن مكتبة الدير أسست في القرن السادس عشر أو السابع عشر.
رمم غريغوريوس شمعون مطران القدس، وديونيسيوس شكر الله مطران حلب، بأول تجديد معروف للدير في نهاية عام 1717 وبداية عام 1718. رأس عبد الأحد فانا الدير في فترة 1718 إلى 1726. جدد باسيليوس جرجس مطران بوشيرية بمساعدة البطريرك إغناطيوس شكر الله الثاني وغريغوريوس عبد الأحد مطران القدس وجرجس مطران الرها الدير في عام 1722. أصبح الراهب يوحنا الحلبي رئيس الدير في عام 1726 واستمر في منصبه حتى وفاته في عام 1728.
بعد وفاة يوحنا الحلبي في عام 1728، تولى كيرلس جرجس مطران دير القديس إليان إدارة الدير وأبرشية القدس بتكليف من البطريرك إغناطيوس شكر الله الثاني وبدأ رئاسته بتجديد الدير في تجديد كنيسة الدير. واشترى كيرلس جرجس بوابة حديدية للدير من ماله الخاص بعد أن تحطم بابها الخشبي القديم في حادث في يوليو 1729. بعده اختار كيرلس جرجس الراهب عبد الأحد ليخلفه في إدارة الدير والأبرشية بعد تسع سنوات من إدارة كيرلس له. قام جدد غريغوريوس جرجس فتال الحلبي الدير في هذه فترة 1738 إلى 1744 ووسع قاعة الاستقبال في الدير.
جدد كيرلس جرجس الدير بعد أن عين أسقفًا للقدس في عام 1748، فجمع تبرعات من مصر لإعادة بناء الدير، وانفق عليه ما يعادل أربعمائة إلى خمسمائة ليرة ذهبية. ترأس  إلياس ابن فرج الله الحلبي الدير في الفترة 1754 و1763. جدد غريغوريوس بشارة مطران القدس الدير عدة مرات في فترة ما بين 1780 و1792، وجدده غريغوريوس عبد الأحد دجالا في فترة ما بين 1833 و1840، وأوستيثيوس عبد النور في فترة ما بين 1840 و1877، وأخيرًا غريغوريوس جرجس في عام 1882. أشرف إياونيس إلياس مطران القدس على بناء العديد من المباني في الدير خلال فترة مطرانيه ما بين 1896 و1908.
عقب مذبحة سايفو في الحرب العالمية الأولى، نقلت العديد من مخطوطات دير الزعفران في طور عبدين إلى دير القديس مرقس. وأيضا نقلت مخطوطات دير القديس مرقس إلى البطريركية في حمص قبل حرب عام 1948 ولاحقًا إلى دمشق، وأخذ أثناسيوس يشوع صموئيل بعض من هذه المخطوطات معه إلى الولايات المتحدة الأمريكية في نفس العام وهي الآن محفوظة في كاتدرائية القديس مرقس في تينيك، نيو جيرسي. جدد الجزء السفلي من الكنيسة في عام 1989، وجددت غرفة الاستقبال البطريركية في عام 2008.

## معرض صور

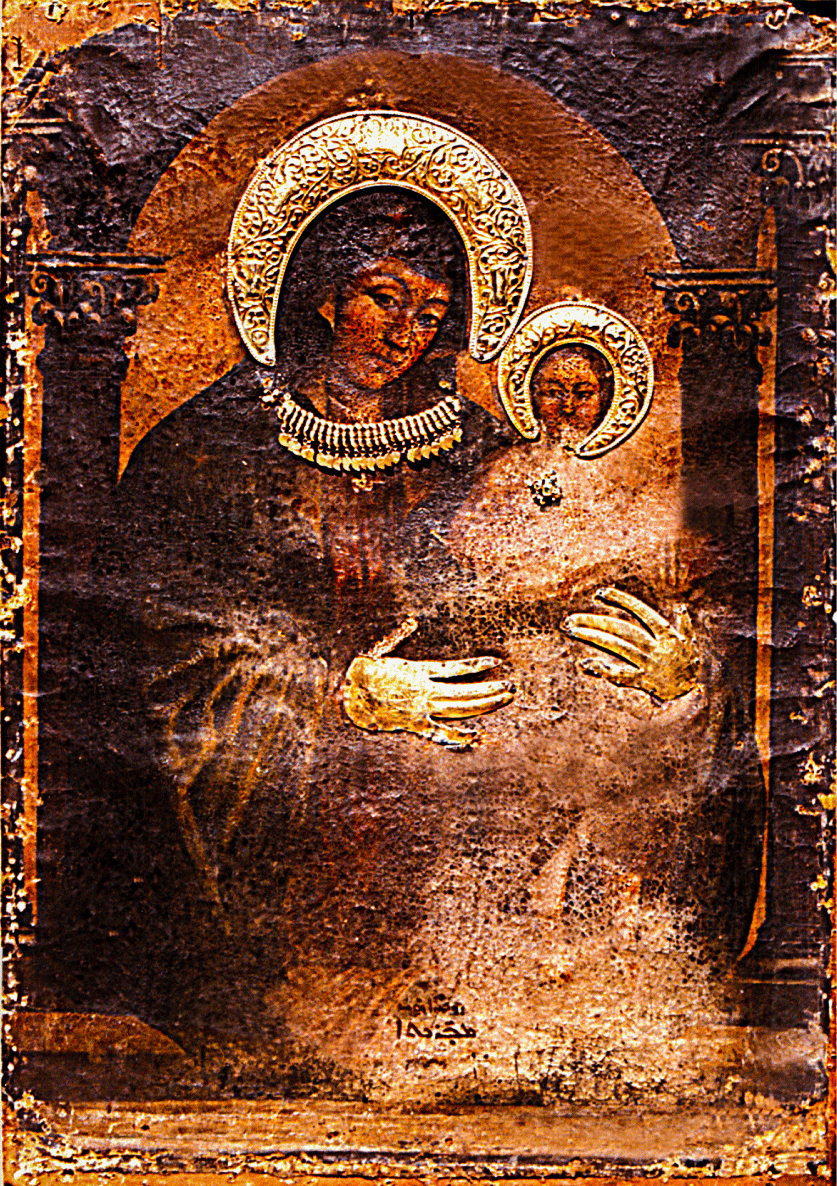
أيقونة مريم العذراء التي تنسب إلى لوقا الإنجيلي.
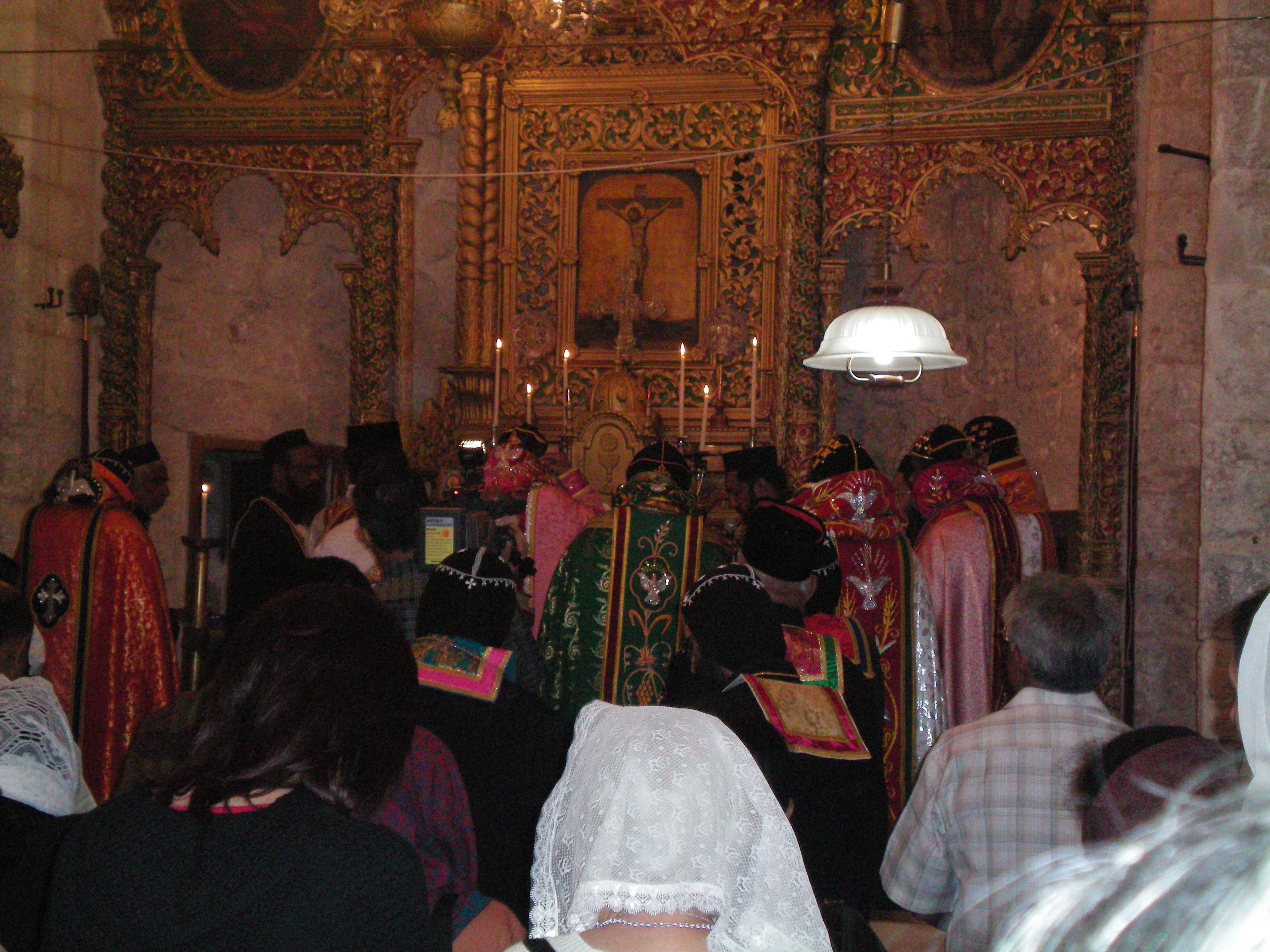
قربان لمجمع الكنيسة المسيحية اليعقوبية السريانية.
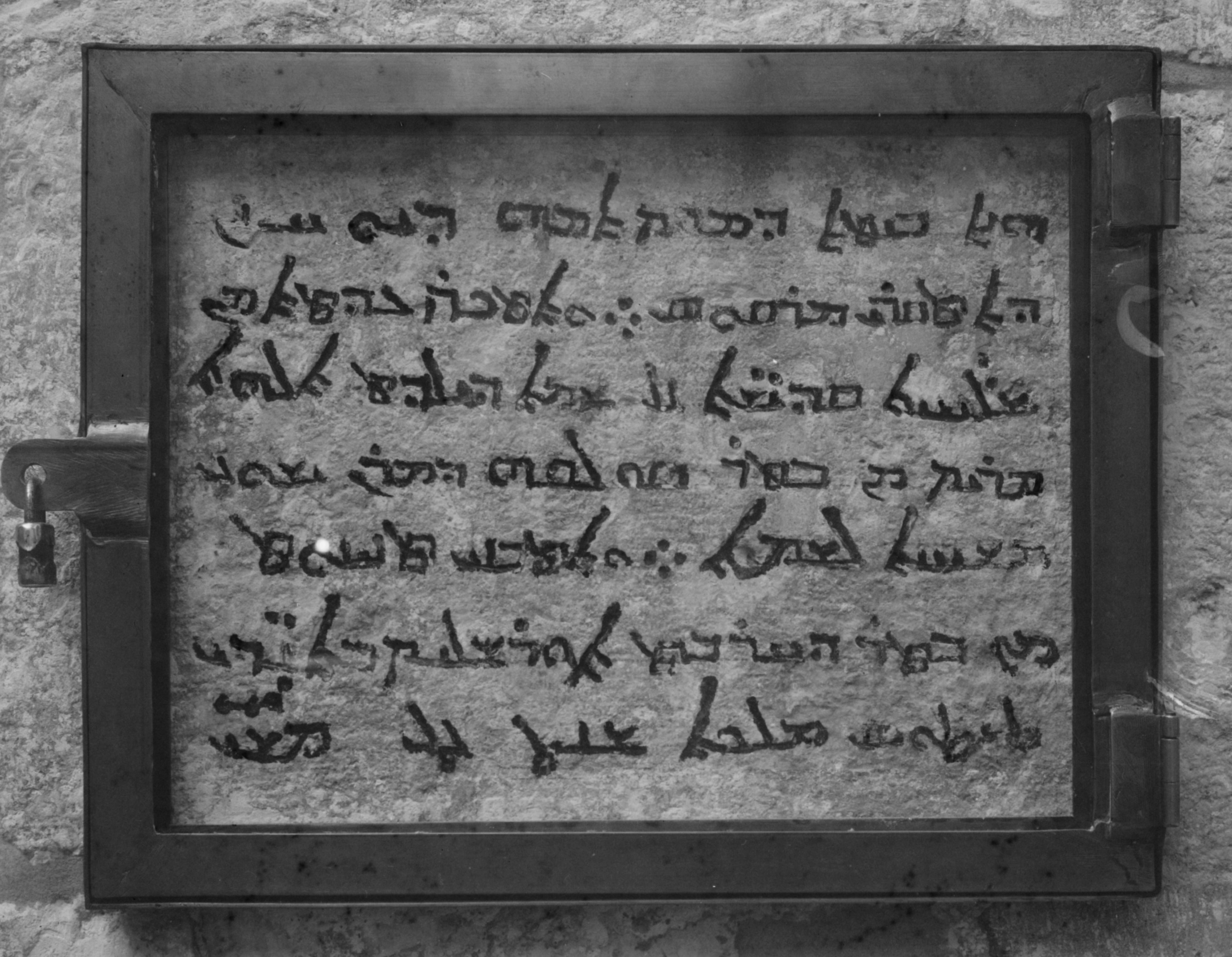
نقش في الكنيسة

## ثبت المراجع
- Barsoum، Aphrem (2003). The Scattered Pearls: A History of Syriac Literature and Sciences. ترجمة: Matti Moosa (ط. 2nd). Gorgias Press. اطلع عليه بتاريخ 2020-07-14.
- Barsoum، Aphrem (2008a). History of the Za'faran Monastery. ترجمة: Matti Moosa. Gorgias Press. اطلع عليه بتاريخ 2021-06-26.
- Barsoum، Aphrem (2008b). The History of Tur Abdin. ترجمة: Matti Moosa. Gorgias Press. اطلع عليه بتاريخ 2021-04-01.
- Barsoum، Aphrem (2009a). History of the Syriac Dioceses. ترجمة: Matti Moosa. Gorgias Press. ج. 1. اطلع عليه بتاريخ 2021-06-26.
- Barsoum، Aphrem (2009b). The Collected Historical Essays of Aphram I Barsoum. ترجمة: Matti Moosa. Gorgias Press. ج. 1. اطلع عليه بتاريخ 2021-06-26.
- Joseph، John (1984). Muslim-Christian Relations and Inter-Christian Rivalries in the Middle East: The Case of the Jacobites in an Age of Transition. State University of New York Press.
- Kiraz، George A. (2011). "Mark, Monastery of St.". في Sebastian P. Brock؛ Aaron M. Butts؛ George A. Kiraz؛ Lucas Van Rompay (المحررون). Gorgias Encyclopedic Dictionary of the Syriac Heritage: Electronic Edition. Gorgias Press. مؤرشف من الأصل في 2024-03-04. اطلع عليه بتاريخ 2024-03-02.
- Murre-van den Berg، Heleen (2013). "A Center of Transnational Syriac Orthodoxy: St. Mark's Convent in Jerusalem". Journal of Levantine Studies. ج. 3 ع. 1: 59–81. مؤرشف من الأصل في 2023-11-11.
- Palmer، Andrew (1991). "The History of the Syrian Orthodox in Jerusalem". Oriens Christianus. ج. 75: 16–43. مؤرشف من الأصل في 2024-01-21.

1. ↑  ((بالعربية: دير مار مرقس الانجيلي و السيدة العذرآء), (بالسريانية: ܕܝܪܐ ܕܡܪܝ ܡܪܩܘܣ ܐܘܢܓܠܝܣܛܐ ܘܕܡܪܬܝ ܡܪܝܡ)).[4] يعرف أيضا بدير السوريين.[5]
2. ↑  يذكر علماء آخرون بأن النقش يعود إلى أواخر القرن الخامس عشر بعد أن استحوذت الكنيسة السريانية الأرثوذكسية على الدير.خطأ: الوظيفة "sfnm" غير موجودة.